# Damir Čakar
Damir Čakar (Servisch: Дамир Чакар) (Pljevlja, 28 juni 1973) is een voormalig Montenegrijns voetballer, die zijn actieve loopbaan beëindigde in 2008 bij de Montenegrijnse club FK Mogren Budva. 
Čakar kwam tot drie interlands voor Joegoslavië in de periode 1995–2001. Hij speelde als aanvaller of aanvallende middenvelder. Samen met Žarko Korać (FK Zeta Golubovci) werd hij met dertien treffers topscorer in de Prva Crnogorska Liga in het seizoen 2006/07.

## Erelijst
FK Partizan Belgrado
- Kampioen van Joegoslavië

1996, 1997, 2002
- Landskampioen Servië en Montenegro

2003
 FK Rudar Pljevlja
- Beker van Montenegro

2007
 FK Mogren Budva
- Beker van Montenegro

2008